# Рамиола (Парма)
Рамиола (итал. Ramiola) је насеље у Италији у округу Парма, региону Емилија-Ромања.
Према процени из 2011. у насељу је живело 1496 становника. Насеље се налази на надморској висини од 156 м.